# Komárom (nádraží)
Komárom je železniční stanice v maďarském městě Komárom, které se nachází v župě Komárom-Esztergom. Stanice byla otevřena v roce 1856, kdy byla zprovozněna trať mezi Győrem a městem Komárom.

## Provozní informace
Stanice má celkem 3 nástupiště a 5 nástupních hran. Ve stanici je možnost zakoupení si jízdenky. Je elektrizovaná střídavým proudem 25 kV, 50 Hz. Provozuje ji společnost MÁV.

## Doprava
Stanicí projíždí několik mezinárodních vlaků EuroCity a railjet. Ale zastavuje zde spousta vnitrostátních vlaků InterCity do Šoproně a Szombathely. Osobní vlaky odsud jezdí do Budapešti, Székesfehérváru, Ostřihomi a Győru.

## Tratě
Stanicí procházejí tyto tratě:
- Budapešť – Hegyeshalom – Rajka (MÁV 1)
- Székesfehérvár–Komárom (MÁV 5)
- Nové Zámky–Komárno–Komárom (ŽSR 135) (pouze nákladní doprava v úseku Komárno–Komárom)

## Galerie

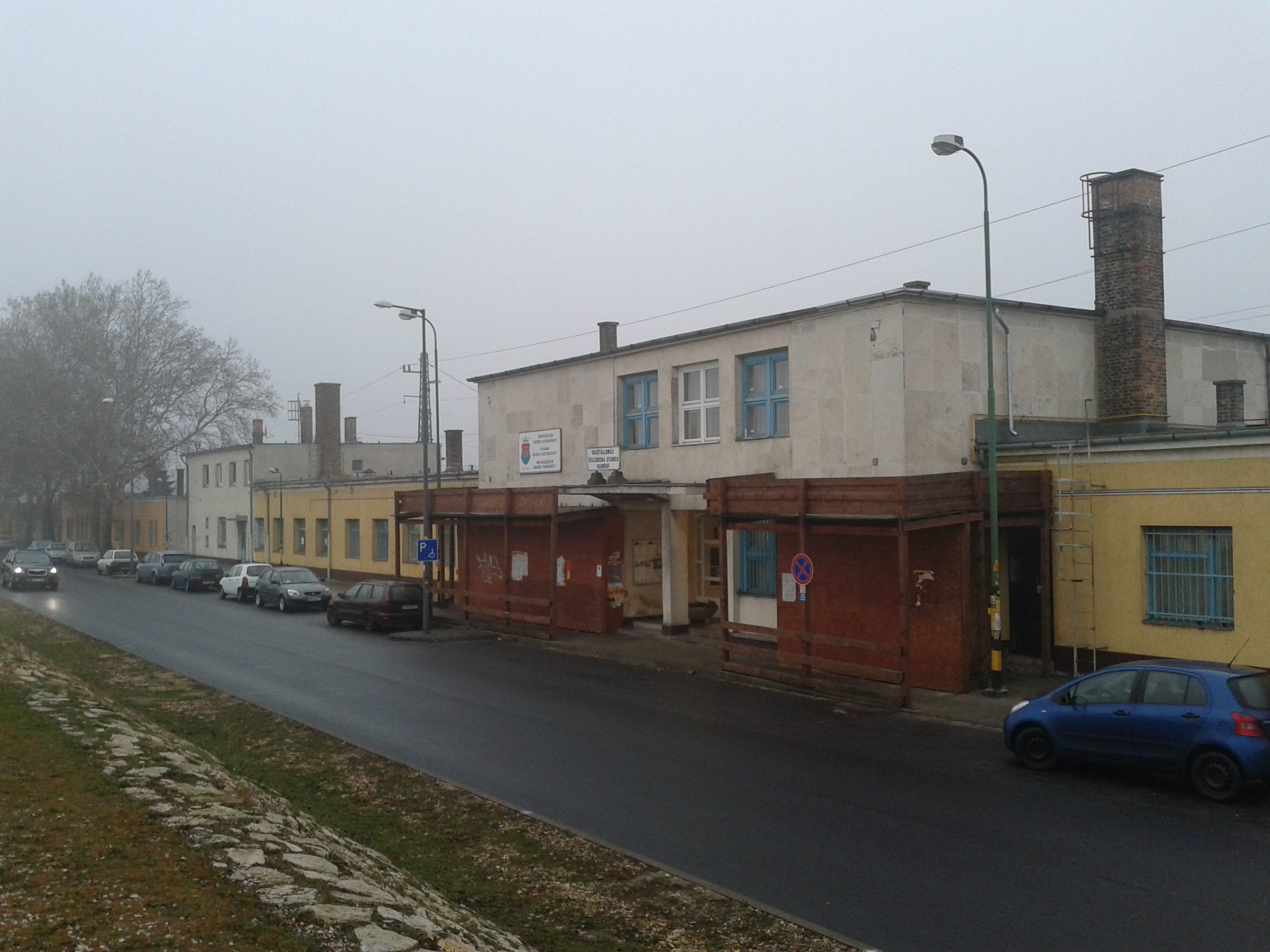
Pohled na staniční budovu.
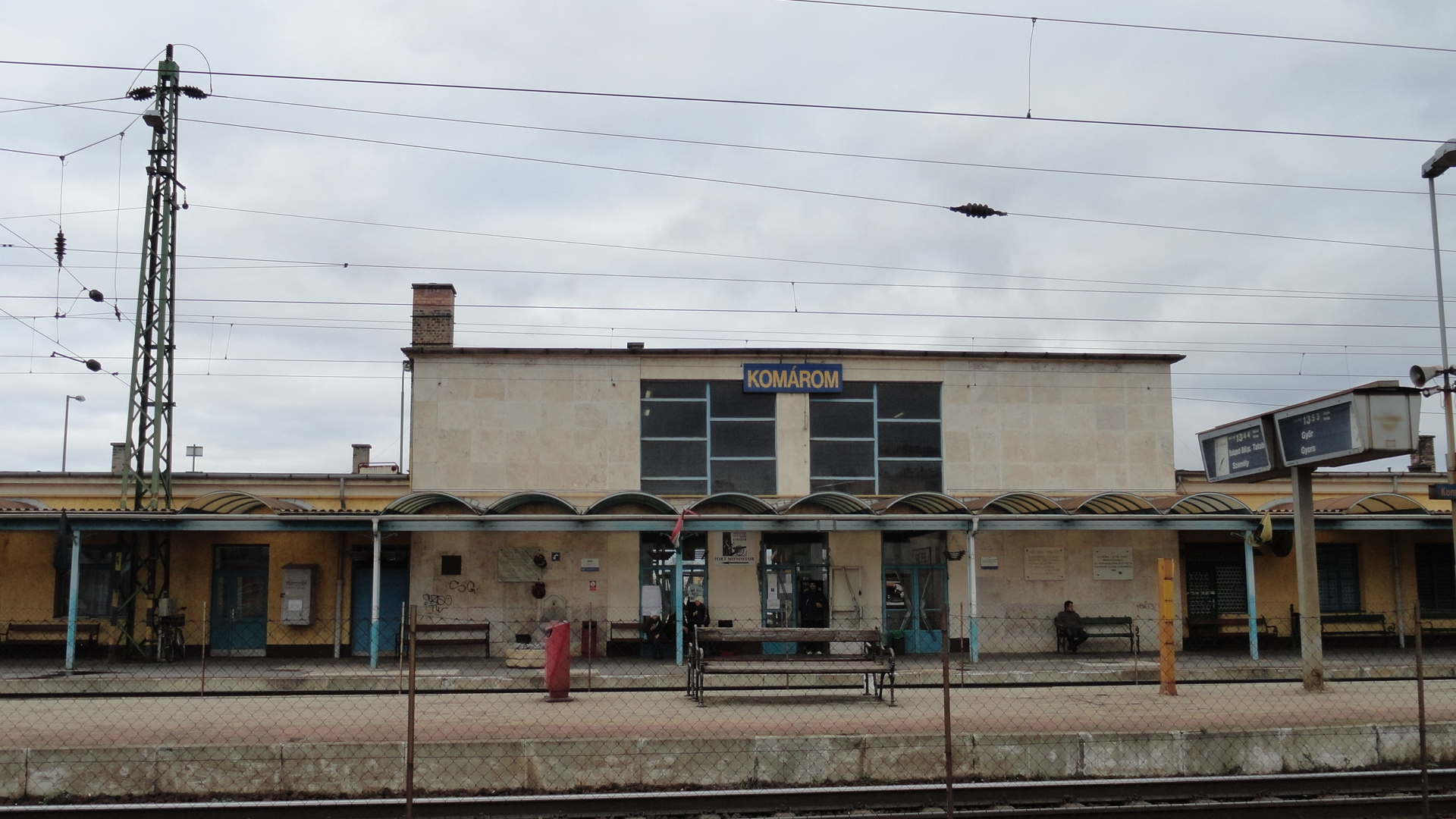
Pohled na staniční budovu z nástupiště.
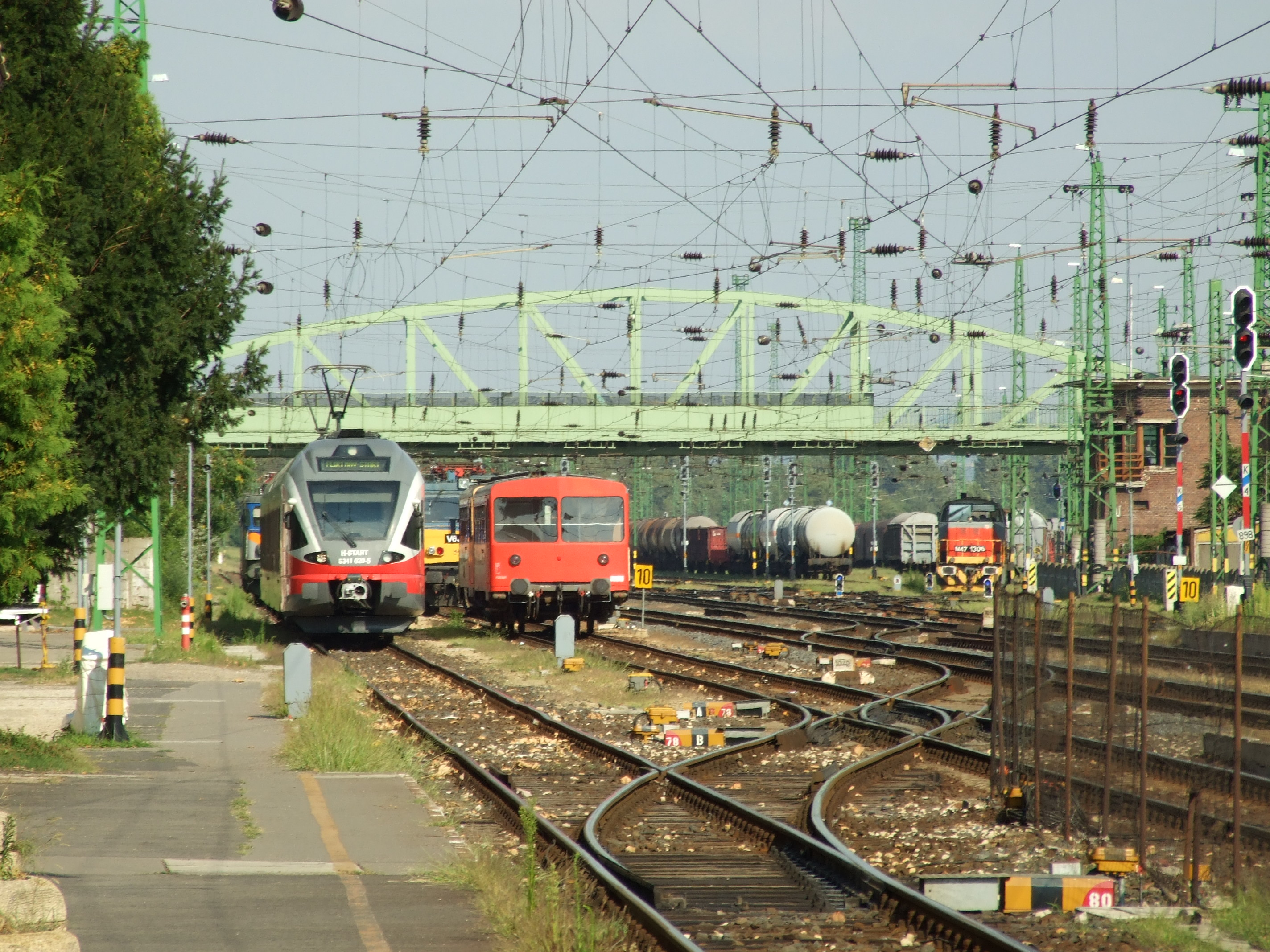
Pohled na zdejší seřaďovací nádraží.
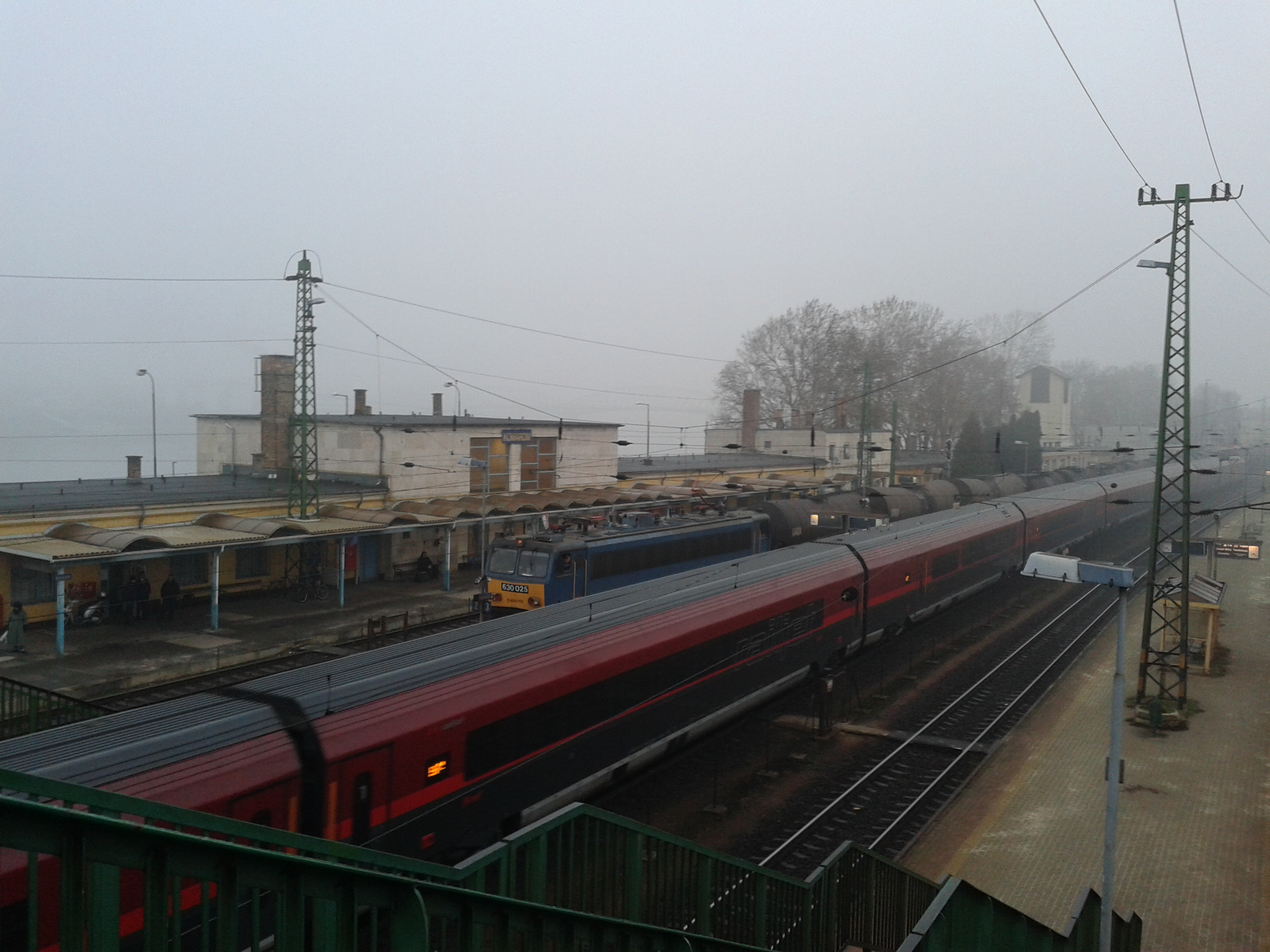
Provoz ve stanici.
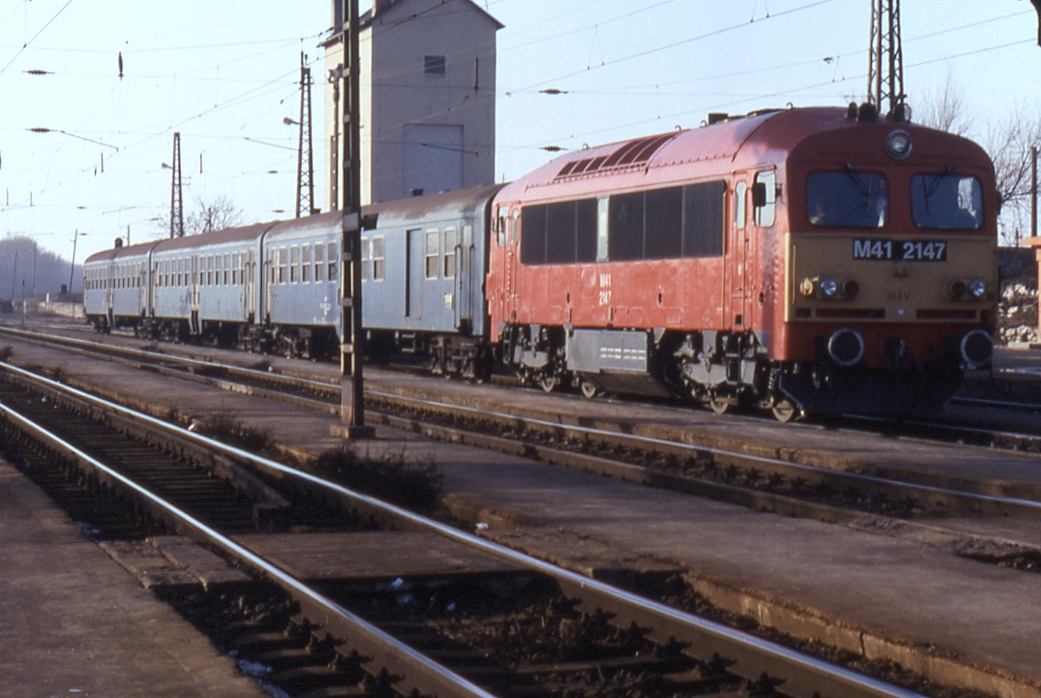
Vzhled stanice před modernizací.